# Heart (гурт)
Heart — американський рок-гурт, утворений 1975 року у Ванкувері, Канада. До першого складу гурту ввійшли сестри Енн Вілсон та Ненсі Вілсон, басист Стів Фоссен і гітарист Роджер Фішер.

## Історія
Енн Вілсон ще 1967 року з власним гуртом Ann Wilson & The Daybreaks записала кілька синглів, які видала мала місцева фірма. 1970 року вона приєдналася до формації The Army, у якій грали Фоссен та брати Майк і Роджер Фішери. Через два роки формація змінила назву на White Heart, a 1974 року до них приєдналась Ненсі, замінивши Майка Фішера, який став менеджером гурту.
1975 року, переїхавши до Ванкувера, гурт скоротив назву до Heart і записав дебютний альбом «Dreamboat Annie», який видала фірма «Mushroom». Він виявився сумішшю з фолку та хард-року. Через рік ця платівка з'явилася в США, а вибраний з неї для синглу твір «Crazy On You» сподобався як критикам, так і слухачам. Взагалі, сам лонгплей перебував на топ-аркушах «Billboard» більш як сто тижнів і був проданий у кількості двох мільйонів примірників. Приблизно у цей час до Heart остаточно приєдналися ударник Майкл Дірозір (Michael Derosier) та мультиінструменталіст Ховард Ліз (Howard Leese), які на дебютному лонгплеї виступали у ролі сесійних музикантів.
Перебравшись до Сіетла, гурт уклав угоду з фірмою «Portrait», що була дочірнім підприємством «CBS Records». Перша, видана цією фірмою платівка «Little Queen» та сингл: «Barracuda» надовго окупували американський чарт. 1978 року на музичному ринку з'явилися два лонгплея гурту — «Magazine», виданий їх першою фірмою "Mushroom, куди ввійшли старі демозаписи, та нова робота «Dog & Butterfly». Обидва видання було швидко продано у кількості понад мільйон примірників. Однак 1979 року внаслідок непорозуміння в особистому житті між сестрами Вілсон та братами Фішер, Роджер Фішер вирішив залишити гурт.
Вже без Роджера Фішера Heart записали для фірми «Epic» альбом «Bebe Le Strange», на якому гітарні партії виконали Ліз та Ненсі Вілсон. Проте альбом продавався погано і музиканти були змушені серйозно замислитись над майбутнім. Дещо виправила становище збірка «Greatest Hits — Live», що з'явилася наприкінці 1980 року, і з якої походили чергові хіти — нові версії класичних «Tell It Like It Is» та «Unchained Melody».
Наступний альбом — «Private Audition» — вийшов лише 1982 року, проте як і сингли з нього десь загубився у нижній частині топ-аркушів. Під час промоційного турне цього лонгплея гурт залишили Фоссен та Дірозір, яких замінили басист Марк Ендес (Mark Andes) (колишній учасник гуртів Spirit та Firefall), а також перкусист Денні Кармассі (Danny Carmassi), екс-Montrose та гурту Семмі Хейгера. Проте криза в гурті все ще тривала і 1983 року під час роботи над черговим виданням — альбомом «Passionworks» сестри Вілсон вирішили використати композиції когось стороннього. Джонатан Кейн (екс-Babys та Journey) спеціально для них написав твір «Allies», який однак, як і лонгплей, не став хітом. Позицію гурту дещо підняв спільний запис Енн з гітаристом та вокалістом формації Loverboy Майком Діном твору «Almost Paradise», що з фільму «Footloose» і який 1984 року піднявся до сьомого місця американського чарту.
1985 року після закінчення контракту з «Epic», коли здавалося, що кар'єра Heart близька до завершення, гурту вдалося укласти угоду з фірмою «Capitol». Фірма відразу змінила імідж гурту, надавши їй більш рокового вигляду, проте на різкий поворот у кар'єрі Heart, що трапився далі, ніхто не сподівався. Альбом «Heart», що з'явився того ж року, і який продюсував Рон Невісон, потрапив на перше місце американського чарту, а сингли «What About Love», «Never» та «These Dreams», що походили з нього, здобули чималий успіх.
Наступний альбом «Bad Animals», виданий 1987 року, знову продюсований Невісоном, виявився таким же вдалим і піднявся до другого місця у США та сьомого у Британії. Сингл «Alone» з цього альбому став найкращим хітом гурту за всю попередню кар'єру, перебуваючи три тижні на вершині американського чарту та потрапивши до британського «Тор З». Надалі сестри Вілсон зайнялись працею над творами для фільмів, найкращим з яких став «Surrender To Me» з фільму «Tequila Sunrise», записаний Енн у дуеті з вокалістом Cheap Trick Робіном Зендером.
Тим часом Ненсі одружилася з кореспондентом журналу «Rolling Stone» Камероном Кроу, а смуга успіху Heart продовжила тривати й далі, де після тривалої підготовки 1990 року вийшов лонгплей "Brigade ". Сингл «All I Wanna Do Is Make Love To You» досяг першої десятки у британському чарті та злетів на друге місце у США. Приблизно у цей час колишні музиканти Heart — Фоссен, Дірозір та Роджер Фішер утворили хард-рокову формацію Alias, яка відзначилася хітами «More Than Words Can Say» та «Waiting For Love».
Далі у діяльності гурту настала майже трирічна перерва, під час якої сестри Вілсон займалися власними справами (1992 року вони, взявши назву The Lovemongers, записали ЕР, що з'явився лише в США). Наприкінці 1993 року гурт повернувся на музичний ринок з черговим студійним лонгплеєм «Desire Walks On», який продюсували Дюен Бейрон та Джон Пердл. Платівка, у запису якої взяли участь сестри Вілсон, Ліз, Кармассі, Скуйлер Діл (Schuyler Deale) — бас, Джон Пердл (John Purdel) — клавішні, представила вдалу і типову для Heart мішанину мелодійного року з акустичними елементами.
1995 року у продажу з'явився черговий альбом формації — концертна платівка «The Road Home», на якому продюсером та музикантом у складі гурту з'явився екс-Led Zeppelin Джон Пол Джонс.

## Учасники
- Енн Вілсон (Ann Wilson), 19.06.1950, Сан Дієго, Каліфорнія, США — вокал, гітара.
- Ненсі Вілсон (Nancy Wilson), 16.03,1954, Сан Франциско, Каліфорнія, США — гітари, клавішні, вокал.
- Стів Фоссен (Steve Fossen) — бас.
- Роджер Фішер (Roger Fisher) — гітара.

## Дискографія
- 1975: Dream boat Annie
- 1977: Little Queen
- 1978: Magazine
- 1978: Dog & Butterfly
- 1980: Bebele Strange
- 1980: Greatest Hits — Live
- 1982: Private Audition
- 1983: Passionworks
- 1985: Heart
- 1987: Heart — The Best Of Heart
- 1987: Bad Animals
- 1990: Brigade
- 1991: Rock The Hous (Live)
- 1993: Desire Walks On
- 1994: Greatest Hits
- 1995: The Road Home
- 1997: These Dreams: Heart's Greatest Hits
- 1998: Greatest Hits
- 2000: Greatest Hits: 1985—1995
- 2001: Heart Presents A Lovemongers' Christmas
- 2002: The Essential Heart
- 2003: Alive In Seattle
- 2004: Jupiter's Darling
- 2005: Love Alive
- 2006: Love Songs
- 2007: Dreamboat Annie Live